# 1637 en science
| Années de la science : 1634 - 1635 - 1636 - 1637 - 1638 - 1639 - 1640    |
| Décennies de la science : 1600 - 1610 - 1620 - 1630 - 1640 - 1650 - 1660 |

Cet article présente les faits marquants de l'année 1637 en science.

## Événements
- 8 juin : René Descartes (1596-1650) publie le  Discours de la Méthode, avec les Météores, la Dioptrique et un traité intitulé La Géométrie[1]qui est souvent considéré comme le livre fondateur de la géométrie analytique[2]. Cet essai de mathématique est publié en français, chose encore rare à l’époque. Il contient l'introduction de la notion des coordonnées.

- Le mathématicien français Pierre de Fermat affirme avoir résolu son « dernier théorème » en marge de son exemplaire des travaux d'Apollonios[3].
- Création d'un observatoire à l'université d'Ingolstadt par le jésuite Christoph Scheiner[4].

## Publications
- Ulisse Aldrovandi : De quadrupedibus digitatis viviparis libri tres, et De quadrupedibus digitatis oviparis libri duo, 1637, posthume ;
- Antonio Bosio : Roma Sotterranea, opera postuma di Antonio Bosio Romano, antiquario ecclesiastico singolare de' suoi tempi, Compita, disposta, et accresciuta dal MRP Giovanni da S. Severino Severani, posthume ;
- Jan Brożek : De numeris perfectis disceptatio ;
- René Descartes : première édition, en français, du Discours de la méthode, qui contient les grandes lignes d'une nouvelle méthode scientifique. L'ouvrage aura dans un premier temps un succès mitigé, mais marquera un tournant majeur dans la philosophie occidentale, par le fait qu'il remet en cause la suprématie de la scolastique enseignée dans les universités européennes, qui faisait la réconciliation entre la philosophie d'Aristote et le christianisme. D'autres éditions en latin et en français suivront[5]. L'ouvrage marque l'avènement de la science moderne[6].
- Giovanni Camillo Glorioso : Castigatio examinis Scipionis Claramontii in secundam decadem, L. Scorigium, 1637 ;
- Angelo Sala : Saccharologia, Rostock, 1637 ;
- Song Yingxing : Tiangong Kaiwu, (L'exploitation des œuvres de la Nature), une encyclopédie.

## Naissances

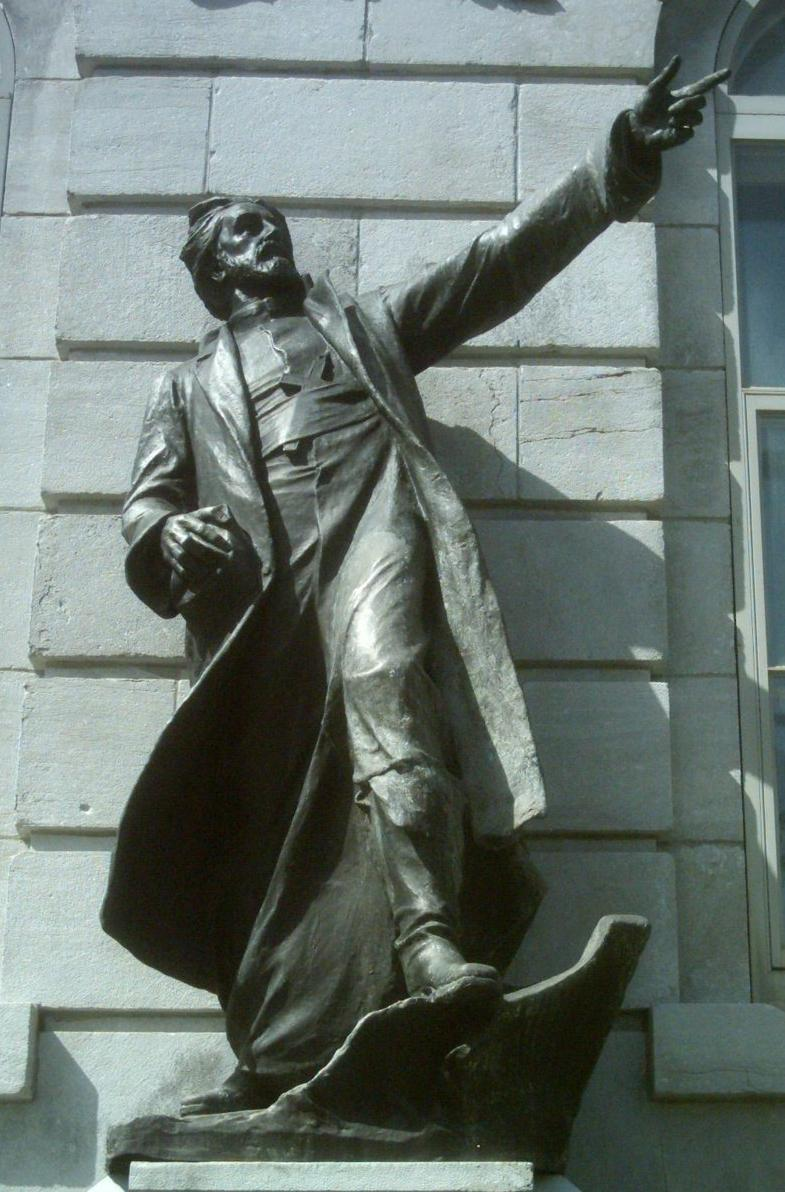
Jacques Marquette, statue de la façade de l'hôtel du Parlement, Québec

- 12 février : Jan Swammerdam (mort en 1680), naturaliste hollandais.
- 8 juin : Julius Reichelt (mort en 1719), astronome et professeur de mathématiques allemand.
- 10 juin : Frère Jacques Marquette (mort en 1675), explorateur français, découvreur du Mississippi avec Louis Jolliet.
- 27 décembre : Shibukawa Shunkai (mort en 1715), érudit et astronome japonais.

## Décès
- 8 mars : Gilles Macé (né en 1586), mathématicien et astronome français.
- 19 mai : Isaac Beeckman (né en 1588), mathématicien, physicien, médecin et philosophe néerlandais.
- 24 juin : Nicolas-Claude Fabri de Peiresc, astronome français (né en 1580). Il est connu pour avoir entrepris de dresser la première carte de la Lune fondée sur des observations télescopiques.
- 2 octobre : Angelo Sala (né en 1576), médecin et chimiste italien.

- Augustin de Beaulieu (né en 1589), navigateur et explorateur français.
- Vers 1637 : Jean d'Espagnet (né en 1564), magistrat et alchimiste français.